# Ignacio Rupérez
Ignacio Rupérez Rubio (Madrid, 17 d'octubre de 1943-Madrid, 25 de desembre de 2015) va ser un diplomàtic i periodista espanyol. Llicenciat en Dret i Periodisme, va ingressar en 1980 en la carrera diplomàtica. Va ser germà del polític del PP Javier Rupérez.
Abans de ser diplomàtic, va treballar com a periodista d'El País i ABC. Va estar destinat en les representacions diplomàtiques espanyoles a Egipte, Israel, Cuba, Ucraïna i l'Iraq. Ha estat sotsdirector general d'Àsia Continental, cap d'àrea d'Amèrica del Nord i assessor en el Gabinet del Secretari d'Estat d'Afers exteriors. En 2003 va ser nomenat vicepresident del Comitè Hispano-Nord-americà; al juny de 2005, ambaixador d'Espanya en la República de l'Iraq i, posteriorment, ambaixador d'Espanya en la República d'Hondures.
"Producte de la seva voluntat són diversos projectes de cooperació financera que ha permès l'execució d'activitats i obres destinades a enfortir l'acció de l'Estat d'Hondures en favor, sobretot, dels més necessitats. En la seva gestió es va intensificar l'activitat del Centre Cultural d'Espanya a Tegucigalpa, al capdavant de l'incansable Álvaro Ortega Santos; i, l'Agència Espanyola de Cooperació Internacional, ha multiplicat els projectes oferts al país en els més diversos aspectes. Per exemple, l'Acadèmia Hondurenya de la Llengua està coordinant una important activitat destinada a l'elaboració d'un Diccionari de les llengües d'Hondures, obra que serà de gran importància per a la comprensió i integració de les diverses ètniques que conformen la identitat nacional hondurenya." Va ser Ambaixador en Missió Especial encarregat de les Relacions amb les Comunitats i Organitzacions Musulmanes en l'Exterior.
Entre d'altres, va ser guardonat amb l'Ordre de Francisco Morazán en el Grau de “Gran Cruz Placa de Plata”.

## Producció literària
- Articles d'Ignacio Rupérez en El País.
- Articles d'Ignacio Rupérez Arxivat 2016-11-13 a Wayback Machine. en El Huffington Post.
- L'orientalisme en la pintura d'Antonio Muñoz Degraín: The Jordan National Gallery of Fine Arts, Amman (Jordània) del 20 de gener al 27 de febrer 2000. Ignacio Rupérez & Ramón García Alcaraz. Generalitat Valenciana. València, 1999.
- Pròleg a Dies de guerra: Diari de Bagdad d'Ángeles Espinosa, Alberto Masegosa, Antonio Baquero, 2003.
- Danys col·laterals: un espanyol en l'infern iraquià. Editorial Planeta. 2008.
- Pròleg a Acostament a la cultura d'Hondures per Luis Mariñas Otero. Centre Cultural d'Espanya a Tegucigalpa, 2010.
- Pròleg a Tegucigalpa per Rafael Trobat. Centre Cultural d'Espanya a Tegucigalpa, 2010.
- Pròleg Antiprólogo Oportú i Impertinent al cop d'estat del 28 de juny de 2009, el Patrimoni Cultural i la Identitat Nacional d'Hondures de Darío A. Euraque. Sant Pere Sula, 2010.
- Ignacio Rupérez en Dialnet